# Електрически самобалансиращ скутер
Електрическите самобалансиращи се скутери или така наречените ховърборди представляват алуминиево шаси с прикрепени към него успоредни колела и вградени в тях електромотори. Ховърбордите са захранвани от литиеви батерии. Съществуват модели с различен размер на колелата: от 6,5 инча, до 10 инча. Електрическите самобалансиращи се скутери биват наричани ховърборди от производителите и потребителите, макар реално да не са истински ховърборди.

## Технология
Технологията, която самобалансиращите се скутери използват, за да балансират са електронни жироскопи или гравитационни сензори. Тези сензори задействат електромоторите в необходимата посока винаги, когато балансът е нарушен.
- В Общомедия има медийни файлове относно Електрически самобалансиращ скутер